# Хроника Холодной войны (1983 год)
Хронология Холодной войны
- 1943
- 1944
- 1945
- 1946
- 1947
- 1948
- 1949
- 1950
- 1951
- 1952
- 1953
- 1954
- 1955
- 1956
- 1957
- 1958
- 1959
- 1960
- 1961
- 1962
- 1963
- 1964
- 1965
- 1966
- 1967
- 1968
- 1969
- 1970
- 1971
- 1972
- 1973
- 1974
- 1975
- 1976
- 1977
- 1978
- 1979
- 1980
- 1981
- 1982
- 1983
- 1984
- 1985
- 1986
- 1987
- 1988
- 1989
- 1990
- 1991

- Январь: В Нью-Йорке арестован советский шпион Дитер Герхардт.
- 8 марта: В речи перед Национальной ассоциацией евангелистов Рейган называет Советский Союз «империей зла».
- 23 марта: Рональд Рейган инициирует Стратегическую оборонную инициативу (СОИ, или «Звёздные войны»).
- 5 июня: Начало Второй гражданской войны в Судане.
- 7 июля: Десятилетняя американка Саманта Смит принимает приглашение советского лидера Юрия Андропова и посещает Советский Союз со своими родителями. Смит написала Андропову, будет ли он «голосовать за войну или нет?» Письмо Смит, опубликованное в советской газете «Правда», побудило Андропова ответить и пригласить девушку в СССР. Широко разрекламированное событие приводит к другим советско-американским культурным обменам.
- 22 июля: Военное положение в Польше отменено.
- 23 июля: В Шри-Ланке начинается гражданская война между ТОТИ и правительством Шри-Ланки.
- 30 июля: Правительство Шри-Ланки запрещает все свои основные коммунистические партии, утверждая, что они были причастны к этническим беспорядкам, Советский Союз вмешивается в ход событий, чтобы легализовать цейлонские компартии.
- 21 августа: Бывший сенатор Бениньо «Ниной» Акино был убит в международном аэропорту Манилы (ныне международный аэропорт Ниной Акино).
- 1 сентября: Рейс 007 гражданской авиакомпании Korean Air Lines с 269 пассажирами, включая конгрессмена США Ларри Макдональда, сбит советским самолётом-перехватчиком.
- 26 сентября: в 1983 году произошёл инцидент с ложной тревогой — срабатыванием советской СПРН. Советская система раннего предупреждения о ядерном нападении сообщает о пуске нескольких межконтинентальных баллистических ракет США. Дежурный офицер Войск ПВО СССР Станислав Петров квалифицирует их как ложную тревогу. Это решение рассматривается как предотвратившее массированный ответный ядерный удар, который, вероятно, мог бы привести к глобальной ядерной войне и гибели сотен миллионов людей.
- 25 октября: Войска США вторгаются на карибский остров Гренада, пытаясь свергнуть гренадское коммунистическое правительство, изгнать оттуда кубинские войска и сорвать строительство взлётно-посадочной полосы, финансируемое Советским Союзом.
- 2 ноября: Учения Able Archer 83 — Войска ПВО СССР расценивают отработку НАТО сценария ядерной войны на учениях как прикрытие для реальной атаки НАТО; в ответ советские ядерные силы приведены в повышенную боевую готовность.
- 10 декабря: Военная хунта Аргентины в рамках процесса национальной реорганизации распущена демократически избранным президентом Раулем Альфонсином.